# Småkulla, Kungsbacka kommun
Småkulla är en bebyggelse i Vallda socken i Kungsbacka kommun i Hallands län. Området avgränsades fram till 2010 som en separat småort, från 2015 räknas det till tätorten Halla Heberg. 